# Municipio de Bandon
El municipio de Bandon (en inglés, Bandon Township) es un municipio ubicado en el condado de Renville, Minnesota, Estados Unidos. Según el censo de 2020, tiene una población de 132 habitantes.
Abarca una zona exclusivamente rural.

## Geografía
Está ubicado en las coordenadas 44°35′10″N 94°48′46″O / 44.58611, -94.81278. Según la Oficina del Censo de los Estados Unidos, tiene una superficie total de 94.7 km², correspondientes en su totalidad a tierra firme.

## Demografía
Según el censo de 2020, hay 132 personas residiendo en la zona. La densidad de población es de 1.4 hab./km². El 94.70 % de los habitantes son blancos, el 0.76% es afroamericano, el 0.76% es asiático, el 1.52 % son de otras razas y el 2.27% son de una mezcla de razas. Del total de la población, el 3.03 % son hispanos o latinos de cualquier raza.

## Gobierno
El municipio está gobernado por una junta de tres supervisores. Hay, además, un tesorero y un secretario (clerk).